# Foulkes Lecture
Die Foulkes Lecture ist seit 1977 der jährliche Höhepunkt der Veranstaltungen der Group Analytic Society in London. Ein herausragender Vertreter des Faches wird zu einer Rede eingeladen, dazu wird ein Gegenredner eingeladen. Eine moderierte Diskussion, auch mit Stellungnahmen aus dem Publikum, rundet das Ereignis ab. Es werden substantielle Eintrittspreise verlangt. Die Vorlesungen werden in der Zeitschrift Group Analysis publiziert.
- 1977: Tom F. Main: Concept of the Therapeutic Community: Variations and Vicissitudes
- 1978: E. James Anthony: The Group-Analytic Circle and its Ambient Network
- 1979: D. Wilfred Abse: Some Complementary Functions of Group-Analytic Psychotherapy and Individual Psycho-Analysis
- 1980: Morton A. Lieberman: Group Therapy beyond the Therapy Group
- 1981: M. L. J. Abercrombie: Beyond the Unconscious: Group Analysis Applied
- 1982: Malcolm Pines: Reflections on Mirroring
- 1983: Heinz Wolff: Mind-Body Interaction and the Psychotherapeutic Process
- 1984: A. C. Robin Skynner: Institutes and How to Survive Them
- 1985: Patrick de Maré: Large Group Perspectives
- 1986: David Clark: Group Analysis and the Therapeutic Community
- 1987: Karl Koenig: Transference in Groups-Internal Phantasy and External Reality
- 1988: Yvonne M. Agazarian: The Invisible Group: an Integrational Theory of Group-as-a-Whole
- 1989: Claude Pigott: Deep Truth, Madness and Paradox in Analytic Children's Groups
- 1990: Murray Cox: The Group as Poetic Playground: From Metaphor to Metamorphosis
- 1991: Dorothy Stock Whitaker: Transposing Learnings from Group Psychotherapy to Work Groups
- 1992: Lionel C. Kreeger: Envy Preemption in Small and Large Groups
- 1993: Liesel E. Hearst: Our Historical and Cultural Cargo and Its Vicissitude in Group Analysis
- 1994: J. Stuart Whiteley: Attachment, Loss and the Space Between: Personality Disorder in the Therapeutic Community
- 1995: Lise Rafaelsen: Projections, Where Do They Go?
- 1996: Estela V. Welldon: Let the Treatment Fit the Crime: Forensic Group Psychotherapy
- 1997: Earl Hopper: Traumatic Experience in the Unconscious Life of Groups
- 1998: Dennis Brown: Foulkes's Basic Law of Group Dynamics 50 Years On: Abnormality, Injustice and the Renewal of Ethics
- 1999: R. D. Hinshelwood: How Foulkesian was Bion?
- 2000: Felix de Mendelssohn: The Aesthetics of the Political in Group Analytic Process
- 2001: Adele Mittwoch: Our Place in the World of Science: What is at Stake?
- 2002: Vamik Volkan: September 11 and Societal Regression
- 2002: Michael Lukas Moeller: Love in the group
- 2003: Dick Blackwell: Colonialism And Globalisation: A Group-Analytic Perspective
- 2004: Ivan Urlic: Trauma and Reparation: Mourning and Forgiveness: The Healing Potential of the Group
- 2005: Ralph Stacey: Organizational Identity: The Paradox of Continuity and Potential Trans
- 2006: Victor L. Schermer: Group Analysis and Spirituality
- 2007: Gerhard Wilke: Second Generation Perpetrators Symptoms in Groups
- 2008: Dieter Nitzgen: The Group Analytic Moment Sixty Years On
- 2009: Morris Nitsun: Authority and Revolt
- 2010: Jane Campbell: The Islands of the Blest: Group Analysts and their Groups
- 2011: Sigmund Karterud: Constructing and Mentalizing the Matrix
- 2012: Farhad Dalal: Specialists without Spirit, Sensualists without Heart – Psychotherapy as a moral endeavour
- 2013: Tom Ormay: One Person is No Person
- 2014: Elizabeth Rohr: Intimacy and Social Suffering in a Globalized World
- 2015: John Schlapobersky: On making a home amongst strangers: The paradox of group psychotherapy
- 2016: Haim Weinberg: Impossible Groups That Flourish in Leaking Containers – Challenging Group Analytic Theory
- 2017: Sylvia Hutchinson: The Times They Are A-Changing: Evolving Group Analytic Identity
- 2018: Robi Friedman: Beyond Rejection, Glory and the Soldier’s Matrix: the Heart of my Group Analysis
- 2019: Juan Tubert-Oklander: Beyond psychoanalysis and group analysis: The urgent need for a new paradigm of the human being

## Nachweise
1. ↑  Pines, Malcolm (ed) (2000). The Evolution of Group Analysis. International Library of Group Analysis, Jessica Kingsley.